# Södermanlands runinskrifter 14
Södermanlands runinskrifter 14 är en runsten vid Gåsinge kyrka i Gåsinge socken och Gnesta kommun. Stenen står utanför kyrkomuren och till vänster om grinden. Intill finns runstensfragmentet Sö 15.

## Stenen
Runstenen som är hög och smal har en ornamentik med två ormar, vars svansar är ihopknutna på stenens övre del, medan deras kroppar hänger slaka utmed stenens långsidor. Ormarna som är glosögda och sedda uppifrån hugger med kluvna tungor mot marken och mellan deras huvuden är ett enkelt, stående stavkors. Runstenen som är känd sedan 1600-talet har legat som golvsten i kyrkans portingång, varmed dess mittenparti blivit utslitet av alla steg. I runtexten står namnet kuti, vilket skulle kunna avse Knut. Alltså Kuti istället för Knuti. Om så skett kan Sven ha deltagit i Knut den stores härnadståg mot England, en vikingaresa som avslutades 1017.

## Inskriften
Translitterering av runraden:
rakna · raisti · stain · þansi · at · suin · buta · sit · auk · sifa · auk · r-knburk · at · sit · faþur · kuþ · hil[b]i · at · [hat]s · uit · iak · þet · uaR · sui- · uestr · miþ · kuti
Normalisering till runsvenska:
Ragna ræisti stæin þannsi at Svæin, bonda sinn, ok Sæfa ok R[a]gnborg at sinn faður. Guð hialpi and hans. Væit iak, þæt vaR Svæi[nn] vestr með Gauti/Knuti.
Översättning till nusvenska:
Ragna reste denna sten efter Sven, sin make, och Säva och Ragnborg efter sin fader. Gud hjälpe hans ande. Jag vet att Sven var västerut med Göt/Knut.